# The Role of Culture in Early Expansions of Humans
The Role of Culture in Early Expansions of Humans (ROCEEH; wörtlich: Die Bedeutung der Kultur für die frühe Ausbreitung der Menschen) ist eine  interdisziplinäre Forschungsstelle der Heidelberger Akademie der Wissenschaften. An ihr untersuchen Kulturwissenschaftler und Naturwissenschaftler insbesondere, welchen Anteil kulturelle Leistungen an der erfolgreichen Ausbreitung des Menschen hatten. Angesiedelt ist die Forschungsstelle an der Eberhard Karls Universität in Tübingen und am Forschungsinstitut Senckenberg in Frankfurt am Main.
Die Forschungsstelle wurde 2008 von der Heidelberger Akademie der Wissenschaften ins Leben gerufen und ist mit einer Laufzeit von 20 Jahren bis 2027 projektiert.

## Forschungsziele

### Hintergrund
Von Afrika ausgehend breitete sich mindestens zwei Arten die Gattung Homo (Homo erectus und Homo sapiens) in den vergangenen zwei Millionen Jahren in mehreren Wellen nach Asien und Europa aus. Der moderne Mensch (Homo sapiens) war schließlich sogar in der Lage, bis dahin von Vertretern der Hominini unberührte Gebiete wie Australien, die Subpolarregion und Amerika zu besiedeln. Während der Lebensraum der Australopithecinen und der frühen Menschenformen wie bei anderen Tieren durch natürliche ökologische Bedingungen beschränkt war, eröffneten kulturelle Errungenschaften unseren Vorfahren im Laufe der Menschwerdung zusätzliche Anpassungswege an ihre Umwelt.
Diese Überlegungen wurden der Arbeitshypothese der im Projekt ROCEEH zusammengeschlossenen Forschung zugrunde gelegt, das heißt die Annahme, dass der Einfluss von Umweltbedingungen von frühen zu späteren Ausbreitungswellen abnimmt, während die Bedeutung von kulturellen und technologischen Neuerungen zunimmt.
Das Projekt hat sich zum einen zum Ziel gesetzt, die Ausbreitungswellen der diversen Homininenarten sowohl hinsichtlich ihres Zeitpunktes als auch hinsichtlich ihrer Richtung und die hiermit verbundenen Auswirkungen auf die Stammesgeschichte des Menschen zu rekonstruieren. Zum anderen sollen die Ausweitung des ökologischen Umfeldes und die Erweiterung der kulturellen Kapazitäten bei den zwischen drei Millionen und 20.000 Jahren vor heute lebenden Hominini rekonstruiert und die Ursachen dieser Erweiterungen analysiert und beschrieben werden. Besonderes Augenmerk soll auf die Entwicklung der menschlichen Fähigkeiten zu kulturellem Handeln gelegt werden.
Beteiligt sind daher Forscher unter anderem aus den Fachgebieten Paläoanthropologie, Paläoökologie, Paläobotanik, Geographie und Archäologie.

### Methoden
Einen zentralen Teil des Projektes stellt die interdisziplinäre und webgestützte Datenbank ROAD (Roceeh Out of Africa Database) mit Geoinformationssystem-Funktionen dar. In ihr werden geographische Daten zu Fundorten mit Informationen zur stratigraphischen Gliederung von Fundschichten und zur Archäologie zusammengefasst. Ergänzend werden Informationen über bedeutende Fossilien, zum Klima, zur Vegetation und zur Tierwelt erhoben, um frühere Lebensräume rekonstruieren zu können. Die Ergebnisse finden Eingang in einen digitalen Atlas der Mensch-Umwelt-Entwicklung auf der Basis geographischer Informationssysteme.

## Organisation
Die Forschungsstelle ROCEEH ist an der Universität Tübingen und am Forschungsinstitut Senckenberg in Frankfurt am Main angesiedelt. Die Leiter der Forschungsstelle sind Nicholas Conard und Volker Hochschild (Tübingen) sowie Volker Mosbrugger und Friedemann Schrenk (Frankfurt am Main). Vorsitzender der Wissenschaftlichen Kommission ist Hermann H. Hahn.
In unregelmäßigen Abständen veranstaltet die Forschungsstelle Workshops und Symposien mit internationalen Gästen, auf denen neue Methoden erarbeitet und neueste Entwicklungen und Forschungsergebnisse vorgestellt und diskutiert werden.

## Belege
1. ↑  The Role of Culture in Early Expansions of Humans: Das Projekt.
2. ↑   Andrew W. Kandel, Christian Sommer, Zara Kanaeva et al.: The ROCEEH Out of Africa Database (ROAD): A large-scale research database serves as an indispensable tool for human evolutionary studies. In: PLoS ONE. Band 18, Nr. 8, 2023, e0289513, doi:10.1371/journal.pone.0289513.